# 84. п. н. е.

## Догађаји
- Дардански мир